# دانشگاه کمپیناس
دانشگاه دولتی کمپیناس (به پرتغالی: Universidade Estadual de Campinas)، که معمولاً Unicamp نامیده می‌شود، یک دانشگاه تحقیقاتی دولتی در ایالت سائوپائولو، برزیل است. Unicamp به‌طور مداوم در میان دانشگاه‌های برتر برزیل و آمریکای لاتین قرار دارد.Unicamp که در سال ۱۹۶۲ تأسیس شد، از ابتدا به عنوان یک مرکز تحقیقاتی یکپارچه بر خلاف سایر دانشگاه‌های برتر برزیل طراحی شد که معمولاً با ادغام مدارس و مؤسساتی که قبلاً وجود داشتند تشکیل می‌شدند. دانشگاه کمپیناس مسئول حدود ۱۵٪ از تحقیقات برزیل است، که در مقایسه با موسسات بسیار بزرگتر و قدیمی تر در کشور مانند دانشگاه سائوپائولو، درصد بسیار بالایی است. پردیس اصلی این دانشگاه دارای مساحتی ۳٫۵ کیلومتر مربع (۸۶۰ هکتار) است که در منطقه بارائو جرالدو، در ۱۲ کیلومتری (۷٫۵ مایلی) از مرکز شهر کامپیناس واقع شده‌است که مدت کوتاهی پس از ایجاد دانشگاه ساخته شده‌است.

## دانشکده‌ها
دانشکده‌های دانشگاه کمپیناس عبارتند از:
- دانشکده مهندسی برق و کامپیوتر
- دانشکده مهندسی شیمی
- دانشکده مهندسی صنایع غذایی
- دانشکده مهندسی عمران، معماری و شهرسازی
- دانشکده علوم پزشکی
- دانشکده دندانپزشکی
- دانشکده پرستاری
- دانشکده فنی و مهندسی کشاورزی
- دانشکده علوم دارویی
- دانشکده فناوری limeriA
- دانشکده علوم کاربردی
- دانشکده تربیت بدنی
- دانشکده آموزش و پرورش
- مؤسسه شیمی
- مؤسسه فیزیک
- مؤسسه زیست‌شناسی
- مؤسسه رایانه
- مؤسسه ریاضی، آمار و علوم کامپیوتر
- مؤسسه اقتصاد
- مؤسسه فلسفه و علوم انسانی
- مؤسسه مطالعات زبان
- مؤسسه هنر
- مؤسسه علوم زمین

## رتبه
در رتبه‌بندی دانشگاه‌های جهان Qs در سال ۲۰۲۲، دانشگاه کمپیناس در رتبه ۲۱۹ برترین دانشگاه‌های جهان و دوم برزیل قرار دارد.